# San Nicolò di Comelico
San Nicolò di Comelico est une commune italienne de la province de Belluno, dans la région Vénétie.

## Administration
| Période                                  | Période | Identité | Étiquette | Qualité |
| ---------------------------------------- | ------- | -------- | --------- | ------- |
|                                          |         |          |           |         |
| Les données manquantes sont à compléter. |         |          |           |         |

### Communes limitrophes
Comelico Superiore, Danta di Cadore, San Pietro di Cadore, Santo Stefano di Cadore